# Niki Zimling
Niki Zimling (født 19. april 1985) er en dansk fodboldspiller, der spiller for Kolding IF. Han har tidligere spillet for SønderjyskE, hvortil han kom i sommeren 2017 fra Mainz 05.

## Karriere
Han startede i sine ungdomsår i Tårnby Boldklub (slået sammen med AB70 til AB Tårnby fra 2009), har senere spillet i Brøndby IF, men skiftede til Esbjerg fB i efteråret 2005. Januar 2009 skiftede han til Udinese.
Niki Zimling har spillet 5 kampe på U/16-landsholdet samt 23 kampe på U/17-landsholdet, 12 kampe på U/19-landsholdet, 3 kampe på U/20-landsholdet og 5 kampe på U/21-landsholdet. Han blev desuden udtaget til U/21-EM i foråret 2006, til A-landsholdet i efteråret 2006 (blev småskadet samme dag som udtagelsen, så han fik ikke debut på dette tidspunkt). Zimling var med på ligalandsholdets ture i januar 2007 samt i januar 2008. Han fik debut for A-landsholdet i foråret 2008, hvor det blev til en enkelt kamp.
Niki Zimling modtog i 2006 prisen som Årets U/21-talent, og han blev kåret som Årets Spiller i EfB i sæsonen 2006/07. Midtbanespilleren har spillet 83 kampe for klubben og scoret 18 mål.